# دافيد إم ووكر
دافيد إم ووكر (بالإنجليزية: David M. Walker (astronaut))‏ (و. 1944 – 2001 م) هو ضابط، ورائد فضاء من الولايات المتحدة الأمريكية . ولد في كولومبوس .

## ريادة الفضاء
شارك في المهمات الفضائية:
- STS-51-A
- STS-53
- STS-30
- رحلة الفضاء STS-69.

## التعليم
تعلم في U.S. Air Force Test Pilot School

## الخدمة العسكرية
خدم في بحرية الولايات المتحدة.

## جوائز
حصل على جوائز منها:
- جائزة الشجاعة طيران
- وسام الجو
- وسام "العمل الشجاع في الحرب الوطنية العظمى 1941-1945
- وسام الاستحقاق.